# 197
Évszázadok: 1. század – 2. század – 3. század
Évtizedek: 140-es évek – 150-es évek – 160-as évek – 170-es évek – 180-as évek – 190-es évek – 200-as évek – 210-es évek – 220-as évek – 230-as évek – 240-es évek
Évek: 192 – 193 – 194 – 195 –  196 – 197 – 198 – 199 – 200 – 201 – 202

## Események

### Római Birodalom
- Titus Sextius Magius Lateranust és Cuspius Rufinust választják consulnak.
- Február 19-én Septimius Severus Lugdunum mellett legyőzi Clodius Albinust, aki a csata után öngyilkos lesz. A várost a katonák kifosztják. Clodius családját és támogatóinak nagy részét kivégzik.[1]
- A császár barátját, a korábbi rendőrparancsnokot (praefectus vigilum), Caius Fulvius Plautianust nevezi ki a praetoriánus gárda élére, aki a birodalom kormányzásában is segítségére van.
- Severus Syriába utazik és háborúra készül a Pártus Birodalom ellen, amely korábban riválisát, Pescennius Nigert támogatta. A meglevők mellé felállít három új légiót (Legio I, II és III Parthica) és segítségül hívja a vazallus örmény és oszroénéi királyt.
- A rómaiak elfoglalják és kifosztják Szeleukeiát és a pártus fővárost, Ktésziphónt. Hatra városát ostrom alá veszik, de nem tudják elfoglalni. Septimius Severus annektálja Észak-Mezopotámiát.

### Kína
- Jüan Su császárrá kiáltja ki magát, mire a többi hadúr szövetkezik ellene. Hadvezére, a nagy területeket megszálló Szun Cö is ellene fordul.
- Cao Cao megtámadja Csing provincia hadurát, Liu Piaót. Annak hadvezére, Csang Hsziu látszólag megadja magát, de aztán váratlan éjszakai támadással megfutamítja Cao Caót, akinek fia is odavész menekülés közben. Cao Cao ezután szövetkezik a többi hadúrral Jüan Suval szemben, megszállja annak határmenti területeit, az év végén pedig ismét megtámadja Csang Hsziut és ezúttal fényes győzelmet arat.

### Korea
- Meghal	Kogukcshon, Kogurjo királya. Utóda öccse, Szanszang.

## Születések
- Teng Aj, kínai hadvezér

## Halálozások
- Február 19. – Clodius Albinus, római hadvezér, trónkövetelő
- Kogukcshon kogurjói király

## Fordítás
- Ez a szócikk részben vagy egészben  a(z)   197 című francia Wikipédia-szócikk ezen változatának fordításán alapul.  Az eredeti cikk szerkesztőit annak laptörténete sorolja fel. Ez a jelzés csupán a megfogalmazás eredetét és a szerzői jogokat jelzi, nem szolgál a cikkben szereplő információk forrásmegjelöléseként.